# Young Indiana Jones: Travels with Father
Young Indiana Jones: Travels with Father  is een Amerikaanse televisiefilm uit 1996, gebaseerd op het personage Indiana Jones. Het is een van de vier televisiefilms gemaakt naar aanleiding van de serie The Young Indiana Jones Chronicles.

## Verhaal
De eerste helft van de film speelt zich af in Rusland, waar Indy en zijn ouders verblijven in een kasteel voor een belangrijke bijeenkomst. Indy haalt zich zijn vaders woede op de hals, en besluit weg te lopen. Hij ontmoet een oudere man die niemand minder blijkt te zijn dan Leo Tolstoj, de beroemde auteur van Oorlog en vrede. De twee proberen samen van het Russische platteland te ontkomen, maar beseffen uiteindelijk dat teruggaan de beste keuze is.
De tweede helft van de film speelt zich af in Athene. Indy’s lerares wordt ziek, dus neemt Indy’s moeder haar mee naar een kuuroord. Derhalve moet Indy nu tijd doorbrengen met enkel zijn vader.

## Rolverdeling
| Acteur               | Personage             | Opmerkingen        |
| -------------------- | --------------------- | ------------------ |
| Corey Carrier        | Indiana Jones         | 10-jarige leeftijd |
| Sean Patrick Flanery | Indiana Jones         | 20-jarige leeftijd |
| Lloyd Owen           | Prof. Henry Jones sr. |                    |
| Ruth de Sosa         | Anna Jones            |                    |
| Margaret Tyzack      | Helen Seymour         |                    |
| Michael Gough        | Leo Tolstoj           |                    |
| Robyn Lively         | Nancy                 |                    |
| Eva Océnasová        | Mevr. Vlasov          |                    |
| Jana Altmanová       | Mevr. Tolstoj         |                    |
| Milan Gargula        | Russische priester    |                    |
| Milan Gal            | Russische novice      |                    |
| Jan Kuzelka          | Herbergier            |                    |

## Achtergrond
De film gebruikt een combinatie van de scenario's "Russia, March 1909" en "Athens, July 1910" die oorspronkelijk waren geschreven voor een eventueel derde seizoen van de serie The Young Indiana Jones Chronicles. De twee verhalen zijn niet gerelateerd aan elkaar, waardoor de film duidelijk in twee helften is onder te verdelen.
In 1999 zijn de afleveringen en televisiefilms van The Young Indiana Jones Chronicles bewerkt tot 22 nieuwe afleveringen, en de naam werd aangepast naar The Adventures of Young Indiana Jones. In deze nieuwe volgorde is de televisiefilm Travels with Father aflevering 4 en speelt de aflevering zich af in maart 1910.

## Prijzen en nominaties
In 1997 won “Young Indiana Jones: Travels with Father” de Emmy Award voor Outstanding Music Composition for a Miniseries or a Special.